# USS Hubbard (DE-211)
USS Hubbard (DE-211/APD-53) là một tàu hộ tống khu trục lớp Buckley được Hải quân Hoa Kỳ chế tạo trong Chiến tranh Thế giới thứ hai. Tên nó được đặt theo Trung tá Hải quân Joseph C. Hubbard (1900-1942), người từng phục vụ trên tàu tuần dương hạng nặng USS San Francisco (CA-38) và đã tử trận trong trận Hải chiến Guadalcanal vào ngày 13 tháng 11, 1942. Nó đã phục vụ trong chiến tranh cho đến năm 1944, khi được cải biến thành một tàu vận chuyển cao tốc mang ký hiệu lườn APD-53, và tiếp tục phục vụ cho đến khi chiến tranh kết thúc; nó xuất biên chế năm 1946 và bị tháo dỡ năm 1966. Hubbard được tặng thưởng hai Ngôi sao Chiến trận do thành tích phục vụ trong Thế Chiến II.

## Thiết kế và chế tạo
Những chiếc thuộc lớp tàu hộ tống khu trục Buckley có chiều dài chung 306 ft (93 m), mạn tàu rộng 37 ft 1 in (11,30 m) và độ sâu mớn nước khi đầy tải là 11 ft 3 in (3,43 m). Chúng có trọng lượng choán nước tiêu chuẩn 1.400 tấn Anh (1.400 t); và lên đến 1.740 tấn Anh (1.770 t) khi đầy tải. Hệ thống động lực bao gồm hai turbine hơi nước General Electric công suất 13.500 mã lực (10.100 kW), dẫn động hai máy phát điện công suất 9.200 kilôwatt (12.300 hp) để vận hành hai trục chân vịt;  công suất 12.000 hp (8.900 kW) cho phép đạt được tốc độ tối đa 23 kn (26 mph; 43 km/h), và có dự trữ hành trình 6.000 nmi (6.900 mi; 11.000 km) khi di chuyển ở vận tốc đường trường 12 kn (14 mph; 22 km/h).
Vũ khí trang bị bao gồm ba pháo 3 in (76 mm)/50 cal trên tháp pháo nòng đơn có thể đối hạm hoặc phòng không, một khẩu đội 1,1 inch/75 caliber bốn nòng và tám pháo phòng không Oerlikon 20 mm. Vũ khí chống ngầm bao gồm một dàn súng cối chống tàu ngầm Hedgehog Mk. 10 (có 24 nòng và mang theo 144 quả đạn); hai đường ray Mk. 9 và tám máy phóng K3 Mk. 6 để thả mìn sâu. Khác biệt đáng kể so với lớp Evarts dẫn trước là chúng có thêm ba ống phóng ngư lôi Mark 15 21 inch (533 mm). Thủy thủ đoàn đầy đủ bao gồm 186 sĩ quan và thủy thủ.
Hubbard được đặt lườn tại Xưởng hải quân Charleston ở Charleston, South Carolina vào ngày 11 tháng 8, 1943. Nó được hạ thủy vào ngày 11 tháng 11, 1943; được đỡ đầu bởi bà Helen L. Hubbard, vợ góa Trung tá Hubbard, và nhập biên chế vào ngày 6 tháng 3, 1944 dưới quyền chỉ huy của Hạm trưởng, Thiếu tá Hải quân Louis Christopher Mabley.

## Lịch sử hoạt động
Sau khi hoàn tất chuyến đi chạy thử máy huấn luyện tại khu vực Bermuda, Hubbard quay trở lại Norfolk, Virginia vào ngày 7 tháng 5, 1944, rồi hộ tống chiếc tàu chở dầu đi sang vùng biển Caribe trước khi quay trở lại Norfolk vào ngày 23 tháng 5 để nâng cấp vũ khí. Được trang bị các khẩu đội pháo phòng không Bofors 40 mm thay cho các ống phóng ngư lôi, nó khởi hành vào ngày 1 tháng 6 cho chuyến đi hộ tống vận tải đầu tiên vượt Đại Tây Dương, đi đến Bizerte, Tunisia rồi quay trở về New York vào ngày 19 tháng 7. Cho đến cuối năm 1944 nó còn thực hiện thêm hai chuyến hộ tống vận tải khứ hồi vượt Đại Tây Dương, và thực hành huấn luyện chống tàu ngầm tại khu vực Casco Bay, Maine giữa các chuyến đi.
Cùng với các tàu hộ tống khu trục khác, Hubbard lên đường vào ngày 26 tháng 12 để tham gia một đội tìm-diệt tàu ngầm hoạt động tại vùng biển Bắc Đại Tây Dương. Được trang bị các bộ định vị vô tuyến tiên tiến, các con tàu đã truy lùng tại vùng biển nghi ngờ cho đến khi họ phát hiện tàu ngầm U-boat Đức U-248 vào ngày 16 tháng 1, 1945. Các lượt tấn công bằng mìn sâu đã đánh chìm đối thủ trong buổi sáng hôm đó. Nó quay trở về New York vào ngày 6 tháng 2, và sau một đợt huấn luyện khác tại Casco Bay, lại lên đường vào ngày 4 tháng 4 để tuần tra chống tàu ngầm ngoài khơi Argentia, Newfoundland.
Trong tháng 4 và tháng 5, Hubbard tham gia Chiến dịch Teardrop, một kế hoạch đối phó những nỗ lực tấn công cuối cùng của tàu ngầm U-boat đối phương vào cuối chiến tranh, có sự tham gia của các tàu sân bay hộ tống Bogue (CVE-9) và Core (CVE-13) cùng nhiều tàu hộ tống khu trục chị em. Trong một chuyến tuần tra vào ngày 24 tháng 5, tàu hộ tống khu trục Frederick C. Davis (DE-136) đã bị đắm do trúng ngư lôi; Hubbard đã hợp sức cùng các tàu chiến khác truy lùng tàu ngầm U-546. Bản thân nó đã tiến hành bốn lượt tấn công bằng mìn sâu, cuối cùng buộc đối thủ phải nổi lên mặt nước, và đánh chìm U-546 bằng hải pháo tại tọa độ 43°53′B 40°07′T / 43,883°B 40,117°T; 26 thành viên thủy thủ đoàn của U-546 đã tử trận, và có 33 người sống sót được cứu vớt.
Sau khi chiến tranh kết thúc tại châu Âu, Hubbard quay trở về Boston vào ngày 10 tháng 5, và được chọn để cải biến thành một tàu vận chuyển cao tốc lớp Charles Lawrence. Nó được xếp lại lớp với ký hiệu lườn mới APD-53 vào ngày 1 tháng 6, 1945, và rời xưởng tàu Sullivans Dry Dock tại Brooklyn, New York vào ngày 14 tháng 8, chỉ một ngày trước khi Nhật Bản chấp nhận đầu hàng giúp kết thúc cuộc xung đột.
Sau ba tháng hoạt động huấn luyện tại vùng biển Caribe và khu vực Casco Bay, Maine, Hubbard đi đến Green Cove Springs, Florida vào ngày12 tháng 11, nơi nó được cho xuất biên chế vào ngày 15 tháng 3, 1946 và được đưa về Hạm đội Dự bị Đại Tây Dương. Con tàu không bao giờ được đưa ra hoạt động trở lại. Tên nó được cho rút khỏi danh sách Đăng bạ Hải quân vào ngày 1 tháng 5, 1966, và nó bị bán để tháo dỡ vào ngày 1 tháng 7, 1966.

## Phần thưởng
Hubbard được tặng thưởng hai Ngôi sao Chiến trận do thành tích phục vụ trong Thế Chiến II.
|  |                           |  |
|  | Bronze star · Bronze star |  |

| Dãi băng Hoạt động Tác chiến (truy tặng) |                                                                              |                                      |
| Huân chương Chiến dịch Hoa Kỳ            | Huân chương Chiến dịch Châu Âu-Châu Phi-Trung Đông với 2 Ngôi sao Chiến trận | Huân chương Chiến thắng Thế Chiến II |